# Chirostoma sphyraena
El Chirostoma sphyraena (Pescado blanco del lago de Chapala) pez de origen mexicano.

## Descripción
Son peces de talla mediana con una banda lateral plateada, fusiformes y comprimidos; cabeza cubierta de  escamas; boca terminal dirigida hacia arriba con dientes en las mandíbulas; cuerpo cubierto de escamas cicloídeas; tiene dos aletas dorsales, la primera con 5 o 6 espinas y la segunda con una espina y 12 radios.

## Hábitat
Pez propio de aguas lenticas y templadas claras o medio turbias sin vegetación de nado rápido. Parámetros óptimos; 5 a 8 cc de oxígeno por litro, temperatura óptima 24 °C, pH de 7.2 a 7.6, prefiere aguas claras.
Se distribuye por las aguas templadas del altiplano mexicano; se ha distribuido artificialmente en muchas presas del país en forma de huevo embrionario o cría. Desde la década de los 80's las poblaciones de pescado blanco en el  lago de Chapala  han disminuido considerablemente debido a la contaminación que se genera cuenca arriba en el río Lerma y a la pesca inmoderada sin respetar las épocas de veda ya que es una de las especies más valoradas como platillo en la ribera del lago. Esto aunado al mal que genera las especies introducidas décadas atrás que se alimentaban de sus huevos a tal grado que en la actualidad es difícil ver al pescado blanco en el lago de Chapala, el cual antes de la introduccción de especies como la mojarra africana y la lobina negra, era el máximo depredador del lago.
Actualmente se considera extinto porque no se ha visto ningún pescado blanco en el lago desde hace mucho tiempo.

## Biología del pescado blanco
Es un pez depredador de Arterinidos del mismo género,  el pescado blanco se alimenta de charales; es ictiófago. Los enemigos del pescado blanco son otros peces carnívoros. Es muy parasitado por argúlidos, céstodos, nemétodos y tremátodos.

## Hábitos reproductivos
El pescado blanco es un oviparo que desova durante los meses de marzo, abril y mayo. Prefiere orillas con rocas y algas filamentosas donde el agua es clara y oxigenada con ligero oleaje. Los pescados blancos desovan cuando tienen tallas de 20 a 30 cm. El juego amoroso comienza por las mañanas luminosas cuando tres o cuatro machos persiguen a la hembra próxima a desovar. Estos grupos reproductivos se multiplican por decenas o centenas, arrojando sus contenidos sexuales hacia las rocas, algas, raíces de árbol, lirio, etc. El pescado blanco no tiene instinto paternal. Una hembra de talla promedio pone alrededor de 15 a 20 mil huevos. Los huevos son esféricos traslúcidos, color ámbar o ligeramente amarillentos, con 6 a 8 filamentos inter-ovulares, con un diámetro que varia de 900 a 1000 micras. Este huevecillo es muy resistente a las tracciones mecánicas; se puede mantener vivo fuera del agua por horas, solo procurando una atmósfera húmeda.